# Elecciones estatales de Jalisco de 2015
Las Elecciones estatales de Jalisco de 2015 se llevaron a cabo el domingo 7 de junio de 2015, y en ellas fueron renovados los titulares de los siguientes cargos de elección popular del estado mexicano de Jalisco:
- 125 Ayuntamientos. Formados por un Presidente Municipal y regidores, electos para un periodo de tres años, no reelegibles de manera consecutiva.
- 39 Diputados al Congreso del Estado. 20 electos por mayoría relativa elegidos en cada uno de los Distritos electorales, y 19 electos por el principio de representación proporcional.

Pedro Kumamoto fue el primer candidato independiente en ganar una elección para ocupar un puesto de representación popular en Jalisco, representando al distrito 10 en el Congreso del Estado.

## Resultados electorales

### Ayuntamientos

Resultados electorales a nivel municipal

| Partido/Coalición | Partido/Coalición                                                       | Municipios |
| ----------------- | ----------------------------------------------------------------------- | ---------- |
|                   | Partido Acción Nacional                                                 | 28         |
|                   | Partido Revolucionario Institucional Partido Verde Ecologista de México | 61         |
|                   | Partido de la Revolución Democrática                                    | 5          |
|                   | Partido Acción Nacional Partido de la Revolución Democrática            | 5          |
|                   | Partido del Trabajo                                                     | 2          |
|                   | Partido Verde Ecologista de México                                      | 0          |
|                   | Movimiento Ciudadano                                                    | 24         |
|                   | Nueva Alianza                                                           | 1          |
|                   | Movimiento Regeneración Nacional                                        | 0          |
|                   | Partido Humanista                                                       | 1          |
|                   | Partido Encuentro Social                                                | 1          |
|                   |                                                                         |            |

#### Guadalajara
|  | 9.18 % |

|  | 27.74 % |

|  | 1.06 % |

|  | 2.48 % |

|  | 50.83 % |

|  | 1.65 % |

|  | 1.21 % |

|  | 1.05 % |

|  | 1.65 % |

|  | 0.73 % |

|  | 0.06 % |

|  | 2.36 % |

|  | 100 % |

#### Zapopan
|  | 14.44 % |

|  | 30.09 % |

|  | 1.27 % |

|  | 1.31 % |

|  | 40.97 % |

|  | 1.91 % |

|  | 2.10 % |

|  | 1.72 % |

|  | 3.25 % |

|  | 0.13 % |

|  | 2.81 % |

|  | 100 % |

#### Jalostotitlán
|  | 40.87 % |

|  | 28.31 % |

|  | 2.26 % |

|  | 6.18 % |

|  | 9.50 % |

|  | 0.93 % |

|  | 9.22 % |

|  | 0.02 % |

|  | 2.66 % |

|  | 100 % |

#### Tlaquepaque
|  | 14.26 % |

|  | 34.27 % |

|  | 2.35 % |

|  | 34.88 % |

|  | 2.35 % |

|  | 3.96 % |

|  | 1.86 % |

|  | 2.80 % |

|  | 0.05 % |

|  | 3.11 % |

|  | 100 % |

#### Tonalá
|  | 15.64 % |

|  | 35.51 % |

|  | 2.76 % |

|  | 3.57 % |

|  | 3.09 % |

|  | 24.53 % |

|  | 3.13 % |

|  | 2.58 % |

|  | 2.49 % |

|  | 3.13 % |

|  | 0.29 % |

|  | 3.28 % |

|  | 100 % |

#### Tlajomulco de Zúñiga
|  | 27.73 % |

|  | 14.24 % |

|  | 1.64 % |

|  | 1.06 % |

|  | 48.20 % |

|  | 1.03 % |

|  | 0.96 % |

|  | 0.83 % |

|  | 1.68 % |

|  | 0.10 % |

|  | 2.51 % |

|  | 100 % |

#### Puerto Vallarta
|  | 19.25 % |

|  | 31.28 % |

|  | 0.76 % |

|  | 1.08 % |

|  | 37.35 % |

|  | 1.01 % |

|  | 1.26 % |

|  | 0.75 % |

|  | 0.71 % |

|  | 4.63 % |

|  | 0.11 % |

|  | 1.82 % |

|  | 100 % |

#### San Juan de los Lagos
|  | 43.24 % |

|  | 33.77 % |

|  | 12.35 % |

|  | 3.78 % |

|  | 0.77 % |

|  | 3.89 % |

|  | 0.15 % |

|  | 2.06 % |

|  | 100.00 % |

#### Lagos de Moreno
|  | 20.82 % |

|  | 40.98 % |

|  | 0.68 % |

|  | 30.28 % |

|  | 2.23 % |

|  | 2.14 % |

|  | 0.06 % |

|  | 2.79 % |

|  | 100 % |

#### Ocotlán
|  | 11.81 % |

|  | 26.73 % |

|  | 4.12 % |

|  | 37.09 % |

|  | 1.61 % |

|  | 5.97 % |

|  | 4.03 % |

|  | 4.97 % |

|  | 0.89 % |

|  | 2.71 % |

|  | 100 % |

#### El Salto
|  | 20.48 % |

|  | 35.48 % |

|  | 2.16 % |

|  | 4.06 % |

|  | 24.69 % |

|  | 1.87 % |

|  | 1.79 % |

|  | 6.32 % |

|  | 0.13 % |

|  | 3.01 % |

|  | 100 % |

#### Jilotlán de los Dolores
|  | 10.79 % |

|  | 32.44 % |

|  | 56.77 % |

|  | 0.06 % |

|  | 1.50 % |

|  | 100 % |

#### Tepatitlán de Morelos
|  | 20.25 % |

|  | 29.27 % |

|  | 0.86 % |

|  | 35.87 % |

|  | 2.96 % |

|  | 0.70 % |

|  | 5.80 % |

|  | 1.19 % |

|  | 0.06 % |

|  | 3.04 % |

|  | 100 % |

#### Zapotlán el Grande (Ciudad Guzmán)
|  | 17.42 % |

|  | 27.06 % |

|  | 38.81 % |

|  | 3.34 % |

|  | 5.00 % |

|  | 3.72 % |

|  | 2.00 % |

|  | 0.03 % |

|  | 2.61 % |

|  | 100 % |

### Diputados
| Partido/Coalición | Partido/Coalición                                                       | Mayoría relativa | Proporcional | Total |
| ----------------- | ----------------------------------------------------------------------- | ---------------- | ------------ | ----- |
|                   | Partido Acción Nacional                                                 | 0                | 5            | 5     |
|                   | Partido Revolucionario Institucional Partido Verde Ecologista de México | 10               | 5            | 15    |
|                   | Partido de la Revolución Democrática                                    | 0                | 2            | 2     |
|                   | Partido del Trabajo                                                     | 0                | 0            | 0     |
|                   | Movimiento Ciudadano                                                    | 9                | 6            | 15    |
|                   | Nueva Alianza                                                           | 0                | 1            | 1     |
|                   | Movimiento de Regeneración Nacional                                     | 0                | 0            | 0     |
|                   | Candidato independiente                                                 | 1                | 0            | 1     |
|                   | Partido Humanista                                                       | 0                | 0            | 0     |
|                   | Partido Encuentro Social                                                | 0                | 0            | 0     |